# 写意画

梁楷《潑墨仙人》，國立故宮博物院藏。

写意画，是中國畫的一种画法，即是用简练的笔法描绘景物。写意画是融诗、书画、印为一体的艺术形式。写意画注重用墨，一反勾染烘托的表现手法，以拨墨法写之。写意画强调作者的个性发挥。